# Violante-Béatrice de Bavière
Violante-Béatrice de Bavière (née le 23 janvier 1673 à Munich et morte le 29 mai 1731 à Florence) est la plus jeune fille de l'électeur Ferdinand-Marie de Bavière et d'Henriette de Savoie.
Elle épouse par procuration, le 25 novembre 1688 Ferdinand de Médicis, prince de Florence, grand-duc héritier de Toscane et sera, de 1717 jusqu'à sa mort en 1731, « gouverneur de Sienne ».

## Biographie
La princesse est le huitième et dernier enfant de l'Electeur. Quatre de ses frères aînés étant morts au berceau, elle est élevée avec ses deux frères, Maximilien, héritier du trône, et Joseph-Clément, promis au siège archiépiscopal et électoral de Cologne ainsi qu'avec sa sœur Marie-Anne, son aînée de treize ans.
Ayant perdu très tôt ses parents, Violante-Béatrice est élevée à Munich sous la tutelle de son frère aîné Maximilien II, devenu duc-électeur à l'âge de 19 ans en 1679. En 1680, sa sœur Marie-Anne épouse le Dauphin Louis de France (1661-1711). Sa sœur appelée à ceindre la couronne de France, Violante-Béatrice, déjà issue d'une dynastie prestigieuse, devenait à l'âge de sept ans, l'un des meilleurs partis d'Europe. Fille de l’Électeur de Bavière, sœur de l’Électeur de Cologne, Joseph-Clément de Bavière et de la dauphine de France Marie-Anne-Christine de Bavière, apparentée à la maison de Savoie et à la maison Impériale, elle est un parti recherché sur la scène politique internationale.
Après s'être distingué à l'âge de 20 ans lors de la défense de la ville de Vienne en 1683, l'Électeur épouse en 1685 l'archiduchesse Marie-Antoinette d'Autriche (1669-1692), fille unique de l'empereur Léopold.
La jeune princesse bavaroise est éduquée dans une institution religieuse. Elle est fort intéressée et douée pour les arts, écrit des pièces de théâtre, joue du clavecin et de la flûte, parle et écrit parfaitement six langues.
Le grand-duc de Toscane, Cosme III de Médicis, souhaite s'émanciper de la tutelle impériale et recherche l'alliance de la France, alors première puissance mondiale. Après son propre mariage - désastreux - avec une princesse Française, Marguerite-Louise d'Orléans, ce prince désire pour son fils aîné, prince héritier, une princesse issue d'une maison alliée au roi Louis XIV de France. Il estime qu'une princesse Allemande serait plus sérieuse qu'une princesse Française. Ainsi la fille du premier prince-électeur de l'empire semble-t-elle toute désignée pour remplir la fonction de princesse de Florence.

## L'arrivée en Toscane

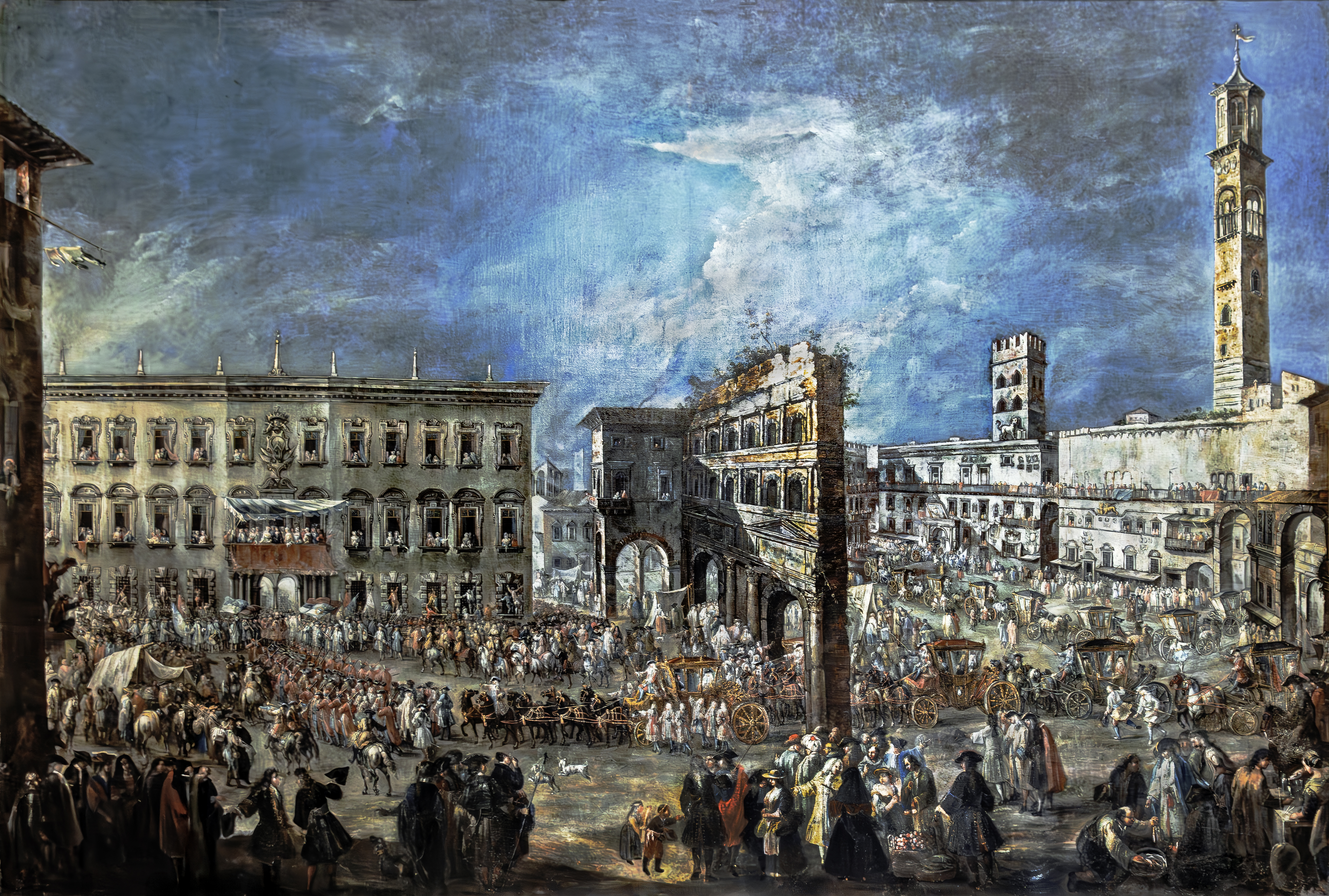
Arrivée de Violante-Béatrice de Bavière à Vérone par Antonio Stom

La jeune fille arrive dans une Toscane en décadence, gouvernée par un grand-duc bigot que sa femme Marguerite-Louise d'Orléans a délaissé, retournant en France en 1675.
Après son mariage avec Ferdinand de Médicis, prince de Florence, qui à l'instar de sa mère se révèle mélomane et mécène, aimant les fêtes et les jeux - voire la débauche où il contracte la maladie qui l'emportera - elle remplit les fonctions de première dame du grand-duché de Toscane mais une longue maladie - sans doute transmise par son mari - la rend infertile si bien que le couple reste sans enfants.
Après la mort du prince de Florence en 1713, Violante-Béatrice perd sa position prééminente, en tant que veuve sans enfants de feu le prince héritier. Un retour à la cour de son frère l'électeur Maximilien II se révèle difficile compte tenu des combats de la guerre de Succession d'Espagne. Finalement, son beau-père Cosme III lui accorde la gouvernance de la ville de Sienne en 1717.

## Gouvernante de la ville de Sienne

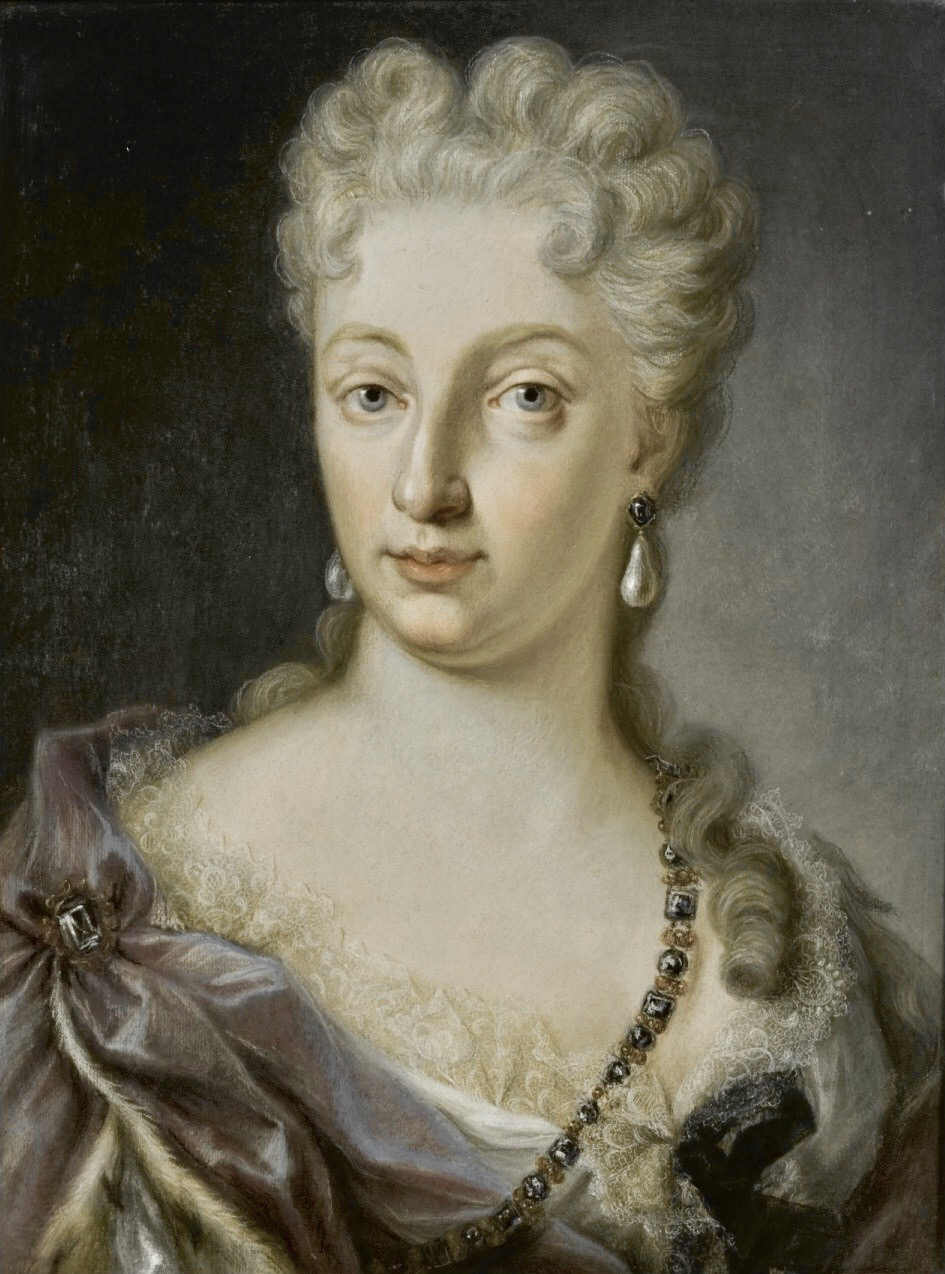
Violante-Béatrice, Princesse de Bavière

En tant que gouvernante de Sienne, elle est principalement chargée du développement et des rayonnements culturels et économiques de la cité. Elle prescrit l'inscription des participants au Palio suivant leur quartier de résidence. Elle interdit la pratique de la castration des jeunes chanteurs, remplacés par des cantatrices. Elle entretient d'excellentes et fructueuses relations avec le Saint-Siège et elle est honorée par le Pape de la très rare distinction de la Rose d'or.

## Une fin édifiante
Cosme III meurt en 1723, et son fils cadet Jean-Gaston de Médicis lui succède. Celui-ci, mal marié à une princesse allemande, se réfugie dans la débauche. Lui non plus n'a pas d'enfant et le problème de la succession toscane devient aigu. Il reconnait néanmoins les mérites de sa belle-sœur et la confirme dans sa fonction de gouvernante.
La gouvernante connait des problèmes de santé à partir de 1730 et elle meurt le 29 mai 1731 âgée de 58 ans. On prétend que le grand-duc, voyant sa dynastie disparaître avec sa belle-sœur, injuria la dépouille de la princesse.
Dans son testament, outre son héritier principal, son neveu Ferdinand-Marie-Innocent de Bavière (1699-1738), qui hérite d'abbayes, d'églises et d'orphelinats en Bavière et en Italie, elle nomme tous les membres de sa cour qui reçurent leur salaire pour les 20 années suivantes.